# Пурисима-де-Бустос
Пури́сима-де-Бустос (исп. Purísima de Bustos) — город и административный центр муниципалитета Пурисима-дель-Ринкон в Мексике, штат Гуанахуато. Численность населения, по данным переписи 2010 года, составила 43512 человек.

## Общие сведения
Город был основан 1 января 1603 года по приказу Мартина Энрикеса де Альмансы и получил название Сан-Хуан-дель-Боске. В 1834 году он был переименован в Пурисима-дель-Ринкон, а современное наименование получил в 1954 году, в честь родившегося здесь художника Эрменехильдо Бустоса.